# Ezio Bardelli
Ezio Bardelli (Milano, 9 maggio 1930 – Milano, 21 agosto 2018) è stato un calciatore italiano, di ruolo portiere.

## Caratteristiche tecniche
Portiere dotato di discrete doti tecniche e fisiche.

## Carriera
Soprannominato Fulmine, è cresciuto nel vivaio del Milan con cui debuttò in Serie A il 9 ottobre 1949, in Pro Patria-Milan (2-4), e disputatando 25 incontri in massima serie dal 1949 al 1952; non scese tuttavia in campo nell'annata 1950-1951, anno del quarto scudetto rossonero e della prima Coppa Latina.
Ha giocato in massima categoria anche con le maglie di Como, Catania e Sampdoria, collezionando complessivamente 179 presenze in Serie A e 47 in Serie B.

## Palmarès

### Club

#### Competizioni giovanili
- Torneo di Viareggio: 1

Milan: 1949